# Departamento de Inteligência e Segurança
O Departamento de Inteligência e Segurança (DRS) (árabe: دائرة الإستعلام والأمن) (em francês:  Département du Renseignement et de la Sécurité) era o serviço de inteligência do Estado argelino. A sua existência remonta à luta pela independência. Em 2016, foi dissolvido pelo presidente Abdelaziz Bouteflika e substituído pela Direction des services de sécurité.

## História

### Formação, MALG

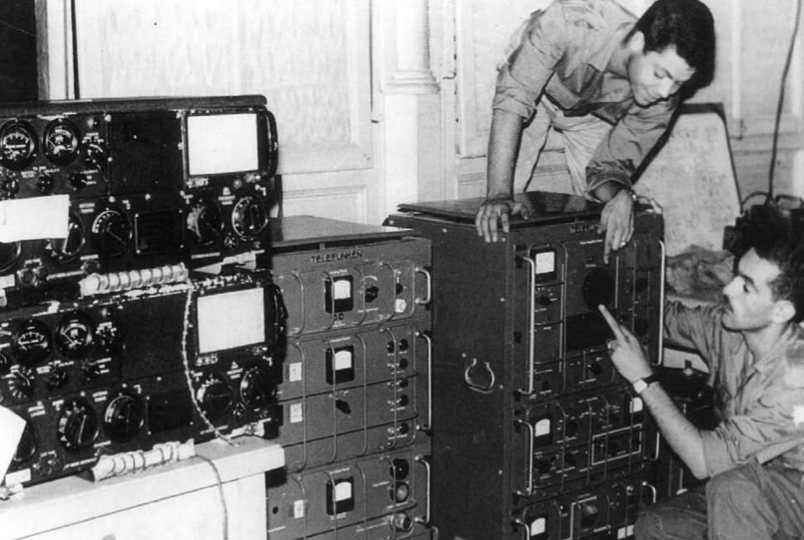
Membros do Departamento Nacional de Comunicações (DNC) do MALG

O DIS foi formado como Ministère de l'Armement et des Liaisons générales (MALG) durante a Guerra da Argélia pela independência, sob a direção de Abdelhafid Boussouf, cujo papel era liderar as redes nacionais e internacionais do Front de libération nationale (FLN). Após a independência em 1962, e particularmente com a ascensão de Houari Boumédiène à liderança do país em 1965, os serviços de inteligência argelinos profissionalizaram-se e institucionalizaram-se.
O MALG foi organizado em cinco departamentos:
1. DNC: Departamento Nacional de Comunicações
2. DDP: Departamento de Documentação e Pesquisa, responsável pela pesquisa militar
3. DVCI: Vigilância e Contra Inteligência
4. DLG: Rede de postos do Exército
5. Gestão da logística para aquisição, armazenamento e encaminhamento de armas e equipamentos.

### Sécurité Militaire
Esta mudança de organização interna foi modelada em grande medida nos serviços de inteligência e segurança interna das nações do então bloco oriental. Renomeada Sécurité Militaire (SM), suas diretrizes eram:
- Contra-espionagem
- Segurança Interna
- Inteligência estrangeira

O primeiro presidente nomeado da Segurança Militar foi o coronel Kasdi Merbah que ficou no cargo até a morte do presidente Boumédiène em 1978. Posteriormente, ele foi sucedido por um curto período de tempo pelo coronel Yazid Zerhouni. O presidente Chadli Bendjedid, que desconfiava do SM, desmontou-o e rebatizou-o de DGPS. Chadli nomeou como presidente do DGPS o general Lakehal Ayat, reorganizando a agência para trabalhar exclusivamente com inteligência externa.

### DRS
Os distúrbios e turbulências de outubro de 1988 fizeram com que o presidente Chadli Bendjedid demitisse o general Ayat, que foi sucedido pelo general Betchine. O seu mandato viu uma grande mudança política, começando com o advento de um sistema político multipartidário e o surgimento do movimento islâmico da FIS. Betchine foi então substituído por Mohamed Mediène em novembro de 1990, que serviu até 2015. Em seguida, os Serviços mudaram de nome mais uma vez, de DGPS para DRS. Observadores externos acusaram Mediène de fazer parte da junta de generais que forçou o cancelamento das eleições de 1991 que os islâmicos deveriam vencer, mergulhando a nação numa guerra contra os islâmicos e aumentando consideravelmente o poder dos militares —e do DRS — no governo da Argélia.
Foi neste período que o DRS reafirmou o seu papel na segurança interna, tornando-se um ator ativo na Guerra Civil argelina dos anos 1990. Viria a ter, alegadamente, até 100.000 agentes que se infiltraram em diversos segmentos da sociedade. Os agentes do DRS infiltraram-se e manipularam grupos terroristas e reprimiram diferentes grupos islâmicos. O departamento também bloqueou as negociações do poder governante e da oposição com o FIS.
Em setembro de 2013, o DRS foi reorganizado para colocar uma maior parcela do seu poder sob o controlo do estado.
O Groupe d'Intervention Spécial (GIS) é uma força especial (300 membros) sob a direção do DRS.

## Presidentes do DRS
- Abdelhafid Boussouf de 1954 a 1958
- Houari Boumédiène de 1958 a 1965
- Kasdi Merbah de 1965 a 1978
- Yazid Zerhouni de 1979 a 1981
- Lakehal Ayat de 1981 a 1988
- Mohamed Betchine de 1988 a 1990
- Mohamed Mediène de 1990 a 2015
- Athmane Tartag desde 2015 a 2019[6]